# 新十津川神社
新十津川神社（しんとつかわじんじゃ）は、北海道樺戸郡新十津川町字中央37番地に所在する神社。
旧社格は県社。かつては玉置神社（たまきじんじゃ）と呼ばれた。

## 祭神
- 國常立尊（くにのとこたちのみこと）
- 伊弉諾尊（いざなぎのみこと）
- 伊弉冊尊（いざなみのみこと）
- 天照大神（あまてらすおおかみ）
- 神日本磐余彦尊（かむやまといわれひこのみこと）

## 歴史
1890年（明治23年）9月、新十津川村（当時）に神社を設立するための協議が行われ、新十津川の人々が「母村」と呼ぶ奈良県十津川村の玉置神社の分社を建てることが決まった。翌1891年（明治24年）1月、玉置神社の祭神5柱の分霊を受け、菊水村役場近くの徳富川畔に仮殿が設けられる。
1894年（明治27年）6月24日、上徳富シスン島に完成した社殿に遷座する。
1898年（明治31年）に起きた石狩川の大氾濫により水害を被ったため、1899年（明治32年）9月、第四区高台（後の宮前区）に遷座する。1900年（明治33年）9月には改めて社殿が建てられた。
1915年（大正4年）、社殿を新築。1923年（大正12年）12月21日には村社に列格し、以後1930年（昭和5年）8月11日に郷社、1943年（昭和18年）1月15日に県社と昇格を重ねていく。
1946年（昭和21年）には社格が撤廃され、宗教法人となった。
1968年（昭和43年）3月15日、それまでの「玉置神社」から「新十津川神社」へと改称。
1985年（昭和60年）8月、5年後に開町100年・神社鎮座100年を迎えるにあたり、傷みの大きくなってきた社殿を大改修する計画が立ち上がる。材木には母村の物を用いたいと希望したところ、十津川村民の好意により玉置神社周辺の山から切り出した良質のスギ・ヒノキ材が贈られることとなった。1988年（昭和63年）4月21日、あらかじめ十津川村側で製材加工されたスギ85.07石（23.67立方メートル）、ヒノキ5.46石（1.52立方メートル）が届き、1年間の乾燥の後、改修に用いられた。神社の鎮座百年奉祝祭が執り行われたのは、1990年（平成2年）6月21日のことである。

## ギャラリー

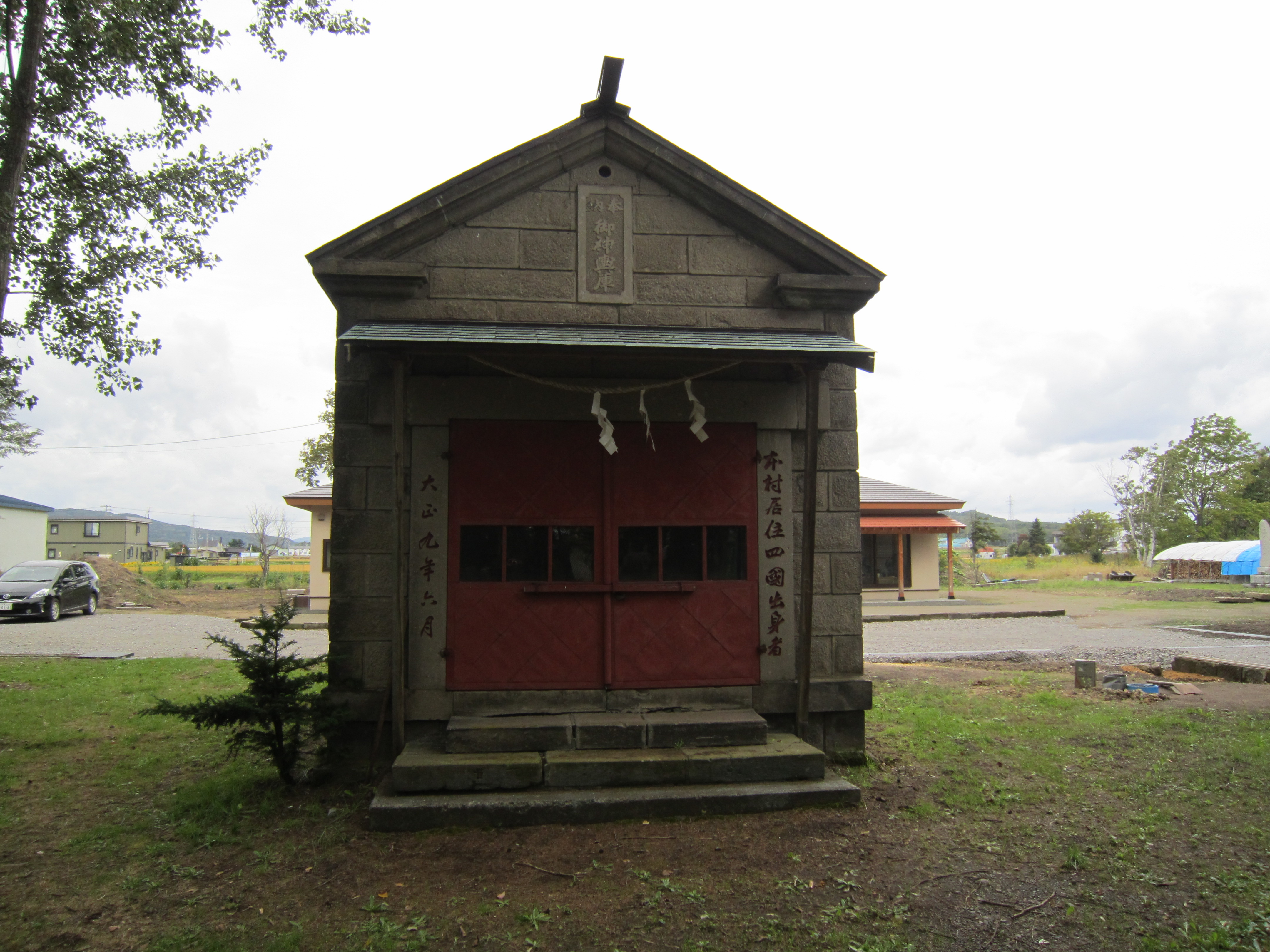
御神輿庫
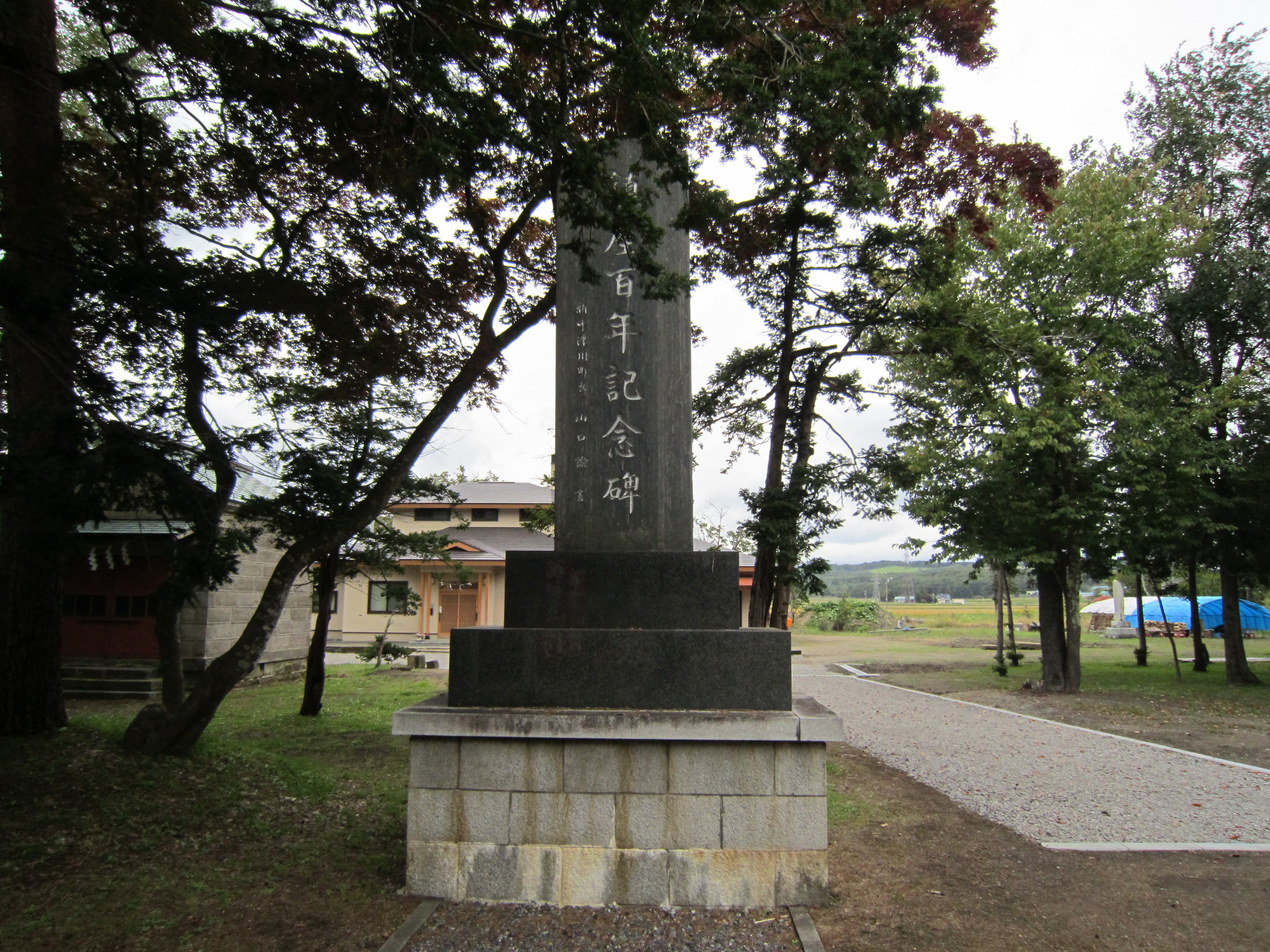
鎮座百年記念碑
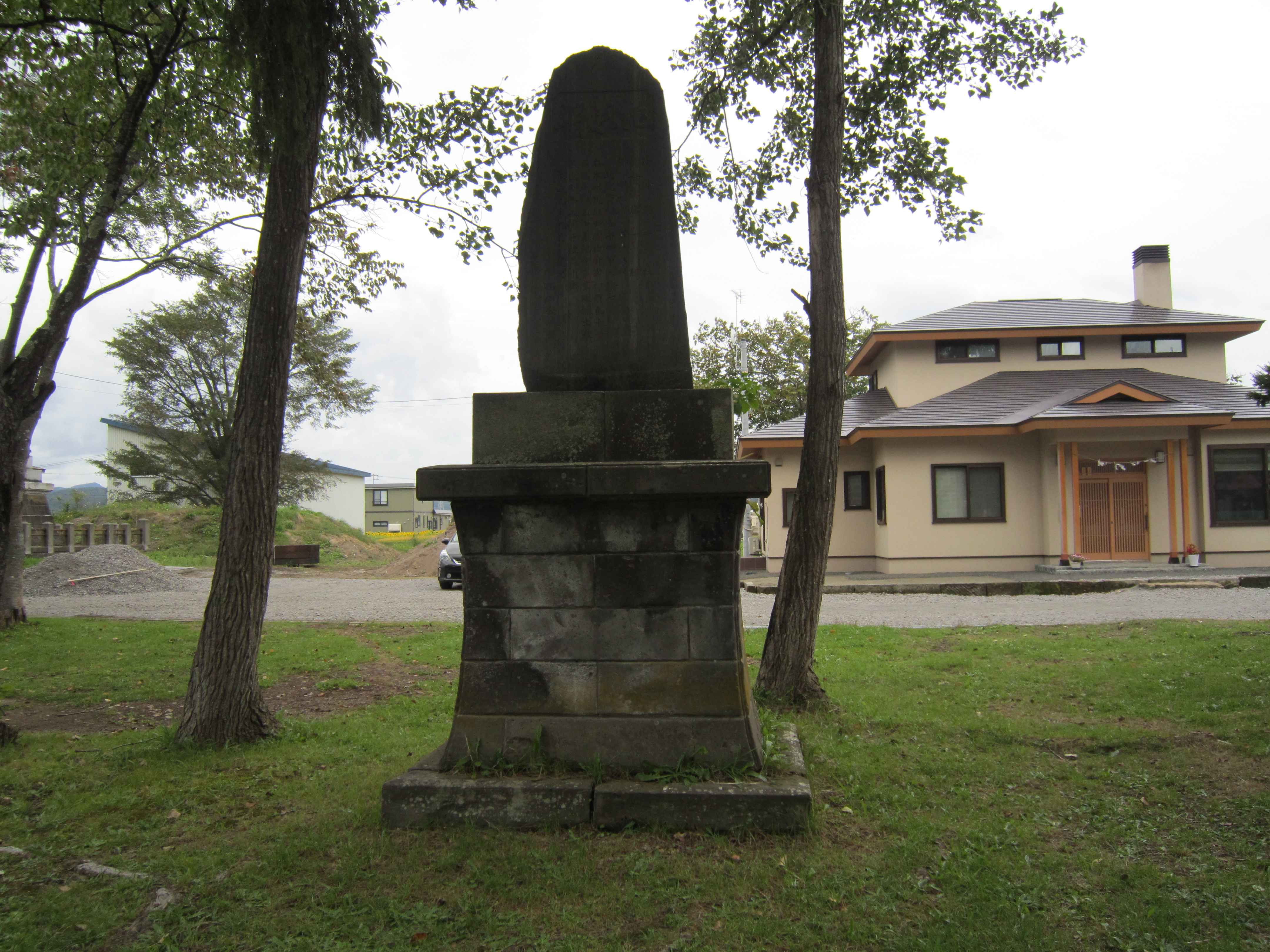
四国出身者の奉納記念碑
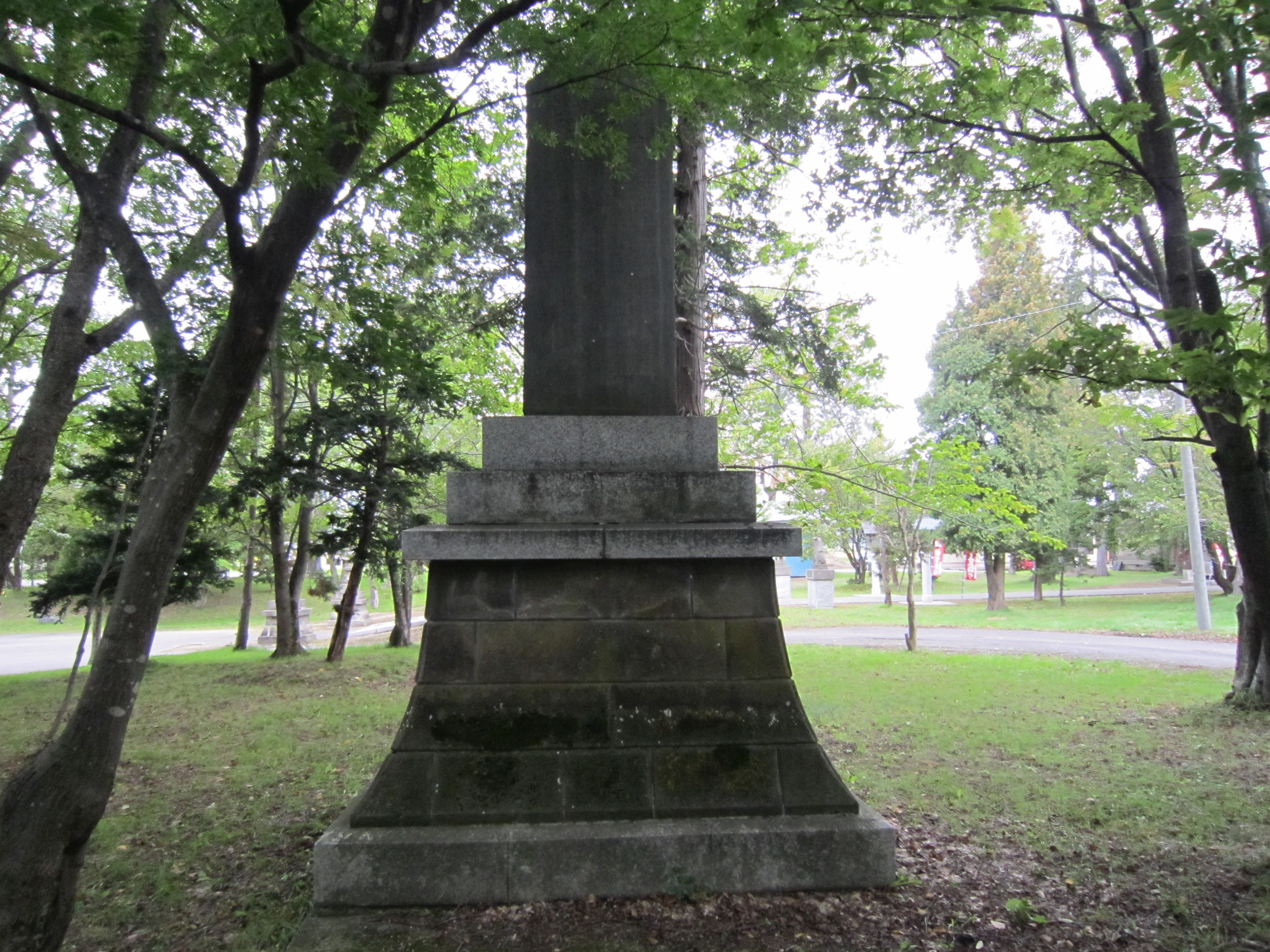
西村皓平翁顕彰之碑